# Alcorão
Esta página contém alguns caracteres especiais e é possível que a impressão não corresponda ao artigo original.

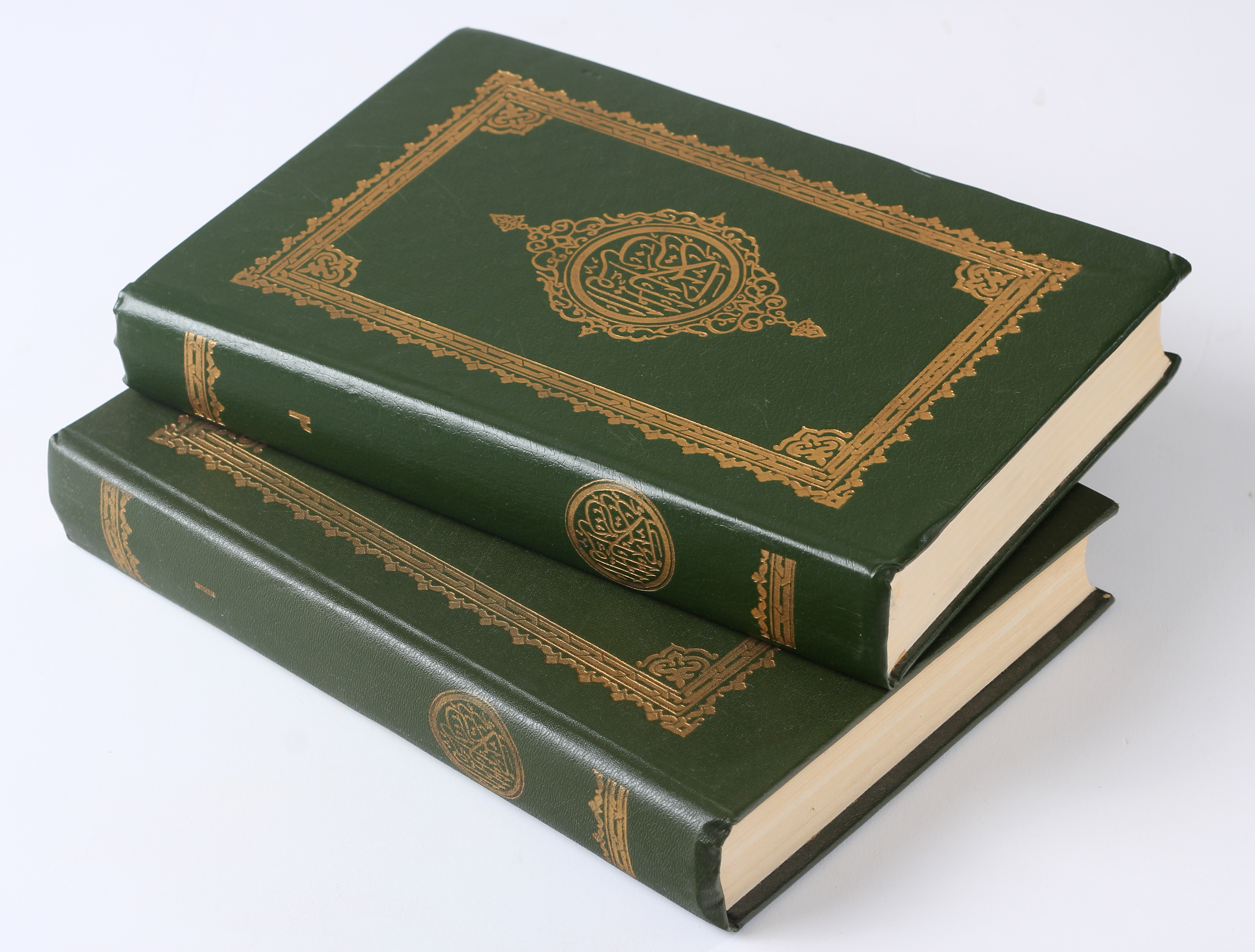
Alcorão, edição de 1907

Alcorão (em árabe: القرآن, transl. al-Qurʾān, lit. "a recitação") ou Corão (forma considerada errada por alguns linguistas e não presente em alguns dicionários de referência) é o livro sagrado do Islã (pt-pt: Islão). Os muçulmanos creem que o Alcorão é a palavra literal de Deus (Alá) revelada ao profeta Maomé (Muhammad) ao longo de um período de vinte e três anos. A palavra Alcorão deriva do verbo árabe que significa declamar ou recitar; Alcorão é portanto uma "recitação" ou algo que deve ser recitado.
É um dos livros mais lidos e publicados no mundo.

## Designação em português
Há duas variantes para o nome do livro usadas comumente: "Alcorão" e "Corão". Por vezes se afirma que, como o prefixo "al-" designa o artigo definido no árabe, o seu uso seria desnecessário. No entanto, nas muitas palavras portuguesas de origem árabe com "al-" na sua origem, como "almanaque" ou "açúcar", a partícula não foi suprimida, e ainda menos em nomes próprios como "Almada" ou "Algarve". José Pedro Machado nota que a palavra Alcorão surge em documentos portugueses do século XIII, ao contrário da forma Corão, recentemente importada. O Dicionário Houaiss, que alude ao argumento da "desnecessidade" de "al-" por corresponder ao artigo árabe, confirma o surgimento de "Alcorão" no século XIII e o seu uso constante nos séculos seguintes. O Houaiss afirma que "Corão" é importação francesa no final do século XIX, desde logo criticada pelos puristas. O próprio termo francês terá surgido apenas no século XVII. O site português Ciberdúvidas da Língua Portuguesa considera aceitável apenas a forma "Alcorão", invocando Rebelo Gonçalves e Rodrigo de Sá Nogueira. Já o site brasileiro Sua Língua, editado pelo Prof. Cláudio Moreno, não condena o vocábulo "Corão", mas defende a preferência por "Alcorão".

## Estrutura do Alcorão
O Alcorão está organizado em 114 capítulos, denominados suras, divididas em livros, seções, partes e versículos. Considera-se que 92 capítulos foram revelados ao profeta Maomé em Meca, e 22 em Medina. Os capítulos estão dispostos aproximadamente de acordo com o seu tamanho e não de acordo com a ordem cronológica da revelação.
Cada sura pode por sua vez ser subdividida em versículos (ayat). O número de versículos é de 6 536 ou 6 600, conforme a forma de os contar.
A sura maior é a segunda (A Vaca), com 286 versículos; as suras menores possuem apenas três versículos.
Os capítulos são tradicionalmente identificados mais pelos nomes do que pelos números. Estes receberam nomes de palavras distintivas ou de palavras que surgem no inicio do texto, como por exemplo A Vaca, A Abelha, O Figo ou A Aurora. Contudo, não é habitual que a maior parte do conteúdo da sura esteja relacionado com o título do capítulo.

### Ordenação cronológica
A ordenação cronológica dos capítulos do Alcorão interessa não só aos historiadores, dado muitas das revelações estarem ligadas a episódios da vida de Maomé, mas também aos religiosos, dado que as contradições do Alcorão são resolvidas dando a primazia às suras mais recentes – é a doutrina da revogação (ou ab-rogação) fixada no próprio Livro Sagrado. Além das dos clérigos muçulmanos, numa época mais recente várias ordenações têm sido propostas por exemplo por Theodor Nöldeke, Richard Bell, Mehdi Bazargan e Régis Blachère. Uma tradução do Corão para língua inglesa, feita por J.M. Rodwell, apresenta uma ordem cronológica. A ordenação que se segue é uma das mais habitualmente aceites.
| Ordem Cronológica | Capítulo e Designação em Português       | Número de versos | Revelado em | Ordem Tradicional |
| ----------------- | ---------------------------------------- | ---------------- | ----------- | ----------------- |
| 1                 | Al-Alaq - O Coágulo                      | 19               | Meca        | 96                |
| 2                 | Al-Qalam - O Cálamo                      | 52               | Meca        | 68                |
| 3                 | Al-Muzammil - O Acobertado               | 20               | Meca        | 73                |
| 4                 | Al-Mudathir - O Emantado                 | 56               | Meca        | 74                |
| 5                 | Al-Fatiha - A Abertura                   | 7                | Meca        | 1                 |
| 6                 | Al-Masad - O Esparto                     | 5                | Meca        | 111               |
| 7                 | Al-Takwir - O Enrolamento                | 29               | Meca        | 81                |
| 8                 | Al-A'la - O Altíssimo                    | 19               | Meca        | 87                |
| 9                 | Al-Lail -A Noite                         | 21               | Meca        | 92                |
| 10                | Al-Fajr - A Aurora                       | 30               | Meca        | 89                |
| 11                | Al-Dhuha - As Horas da Manhã             | 11               | Meca        | 93                |
| 12                | Al-Inshirah - O Conforto                 | 8                | Meca        | 94                |
| 13                | Al-Asr - A Era                           | 3                | Meca        | 103               |
| 14                | Al-Aadiyat - Os Corcéis                  | 11               | Meca        | 100               |
| 15                | Al-Kauthar - A Abundância                | 3                | Meca        | 108               |
| 16                | Al-Takathur - A Cobiça                   | 8                | Meca        | 102               |
| 17                | Al-Ma'un - Os Obséquios                  | 7                | Meca        | 107               |
| 18                | Al-Kafirun - Os Incrédulos               | 6                | Meca        | 109               |
| 19                | Al-Fil - O Elefante                      | 5                | Meca        | 105               |
| 20                | Al-Falaq - A Alvorada                    | 5                | Meca        | 113               |
| 21                | Al-Nas - Os Humanos                      | 6                | Meca        | 114               |
| 22                | Al-Ikhlas - A Unicidade                  | 4                | Meca        | 112               |
| 23                | Al-Najm - A Estrela                      | 62               | Meca        | 53                |
| 24                | Abasa - O Austero                        | 42               | Meca        | 80                |
| 25                | Al-Qadr - O Decreto                      | 5                | Meca        | 97                |
| 26                | Ash Shams - O Sol                        | 15               | Meca        | 91                |
| 27                | Al-Burooj - As Constelações              | 22               | Meca        | 85                |
| 28                | At-Tin - O Figo                          | 8                | Meca        | 95                |
| 29                | Al-Coraixe - Os Coraixitas               | 4                | Meca        | 106               |
| 30                | Al-Qariah - A Calamidade                 | 11               | Meca        | 101               |
| 31                | Al-Qiyamah -A Ressurreição               | 40               | Meca        | 75                |
| 32                | Al-Humazah - O Difamador                 | 9                | Meca        | 104               |
| 33                | Al-Mursalat - Os Enviados                | 50               | Meca        | 77                |
| 34                | Qaf - A Letra Caf                        | 45               | Meca        | 50                |
| 35                | Al-Balad - A Metrópole                   | 20               | Meca        | 90                |
| 36                | Al-Tariq - O Visitante Nocturno          | 17               | Meca        | 86                |
| 37                | Al-Qamar - A Lua                         | 55               | Meca        | 54                |
| 38                | Sad - A Letra Sad                        | 88               | Meca        | 38                |
| 39                | Al-A'Raf - Os Cimos                      | 206              | Meca        | 7                 |
| 40                | Al-Jinn - Os Génios                      | 28               | Meca        | 72                |
| 41                | Ya seen - Ya Sin                         | 83               | Meca        | 36                |
| 42                | Al-Furqan - O Discernimento              | 77               | Meca        | 25                |
| 43                | Fatir - O Criador                        | 45               | Meca        | 35                |
| 44                | Maryam - Maria                           | 98               | Meca        | 19                |
| 45                | Ta Ha - Ta Ha                            | 135              | Meca        | 20                |
| 46                | Al-Waqiah - O Evento Inevitável          | 96               | Meca        | 56                |
| 47                | Ash Shu'ara - Os Poetas                  | 226              | Meca        | 26                |
| 48                | Al-Naml - As Formigas                    | 93               | Meca        | 27                |
| 49                | Al-Qasas - As Narrativas                 | 88               | Meca        | 28                |
| 50                | Al-Israa - A Viagem Noturna              | 111              | Meca        | 17                |
| 51                | Yunus - Jonas                            | 109              | Meca        | 10                |
| 52                | Hud - Hud                                | 123              | Meca        | 11                |
| 53                | Yusuf - José                             | 111              | Meca        | 12                |
| 54                | Al-Hijr - O Lugar da Rocha               | 99               | Meca        | 15                |
| 55                | Al-An'am -O Gado                         | 165              | Meca        | 6                 |
| 56                | Al-Saffat - Os Enfileirados              | 182              | Meca        | 37                |
| 57                | Luqman - Luq Man                         | 34               | Meca        | 31                |
| 58                | Saba - Sabá                              | 54               | Meca        | 34                |
| 59                | Az-Zumar - Os Grupos                     | 75               | Meca        | 39                |
| 60                | Ghafir - O Remissório                    | 85               | Meca        | 40                |
| 61                | Fussilat - Os Detalhados                 | 54               | Meca        | 41                |
| 62                | Ash-Shura - A Consulta                   | 53               | Meca        | 42                |
| 63                | Al-Zukhruf - Os Ornamentos               | 89               | Meca        | 43                |
| 64                | Al-Dukhan - A Fumaça                     | 59               | Meca        | 44                |
| 65                | Al-Jathiyah - O Genuflexo                | 37               | Meca        | 45                |
| 66                | Al-Ahqaf - As Dunas                      | 35               | Meca        | 46                |
| 67                | Adh-Dhariyat - Os Ventos Disseminadores  | 60               | Meca        | 51                |
| 68                | Al-Ghashiya - O Evento Assolador         | 26               | Meca        | 88                |
| 69                | Al-Kahf - A Caverna                      | 110              | Meca        | 18                |
| 70                | An-Nahl - As Abelhas                     | 128              | Meca        | 16                |
| 71                | Nuh - Noé                                | 28               | Meca        | 71                |
| 72                | Ibraim - Abraão                          | 52               | Meca        | 14                |
| 73                | Al-Anbiya - Os Profetas                  | 112              | Meca        | 21                |
| 74                | Al-Muminun - Os Fiéis                    | 118              | Meca        | 23                |
| 75                | As-Sajda - A Prostração                  | 30               | Meca        | 32                |
| 76                | At-Tur - O Monte                         | 49               | Meca        | 52                |
| 77                | Al-Mulk - A Soberania                    | 30               | Meca        | 67                |
| 78                | Al-Haaqqa - A Realidade                  | 52               | Meca        | 69                |
| 79                | Al-Maarij - As Vias de Ascensão          | 44               | Meca        | 70                |
| 80                | An-Naba - A Notícia                      | 40               | Meca        | 78                |
| 81                | Al-Naziat - Os Arrebatadores             | 46               | Meca        | 79                |
| 82                | Al-Infitar - O Fendimento                | 19               | Meca        | 82                |
| 83                | Al-Inshiqaq - A Fenda                    | 25               | Meca        | 84                |
| 84                | Ar-Rum - Os Bizantinos                   | 60               | Meca        | 30                |
| 85                | Al-Ankabut -A Aranha                     | 69               | Meca        | 29                |
| 86                | Al-Mutaffifin - Os Fraudadores           | 36               | Meca        | 83                |
| 87                | Al-Baqarah - A Vaca                      | 286              | Medina      | 2                 |
| 88                | Al-Anfal - Os Espólios                   | 75               | Medina      | 8                 |
| 89                | Al-Imran - A Família de Imran            | 200              | Medina      | 3                 |
| 90                | Al-Ahzab - Os Partidos                   | 73               | Medina      | 33                |
| 91                | Al-Mumtahana - A Examinada               | 13               | Medina      | 60                |
| 92                | Al-Nisa - As Mulheres                    | 176              | Medina      | 4                 |
| 93                | Al-Zalzala - O Terramoto                 | 8                | Medina      | 99                |
| 94                | Al-Hadid - O Ferro                       | 29               | Medina      | 57                |
| 95                | Muhammad - Maomé                         | 38               | Medina      | 47                |
| 96                | Ar-Ra'd - O Trovão                       | 43               | Medina      | 13                |
| 97                | Al-Rahman - O Clemente                   | 78               | Medina      | 55                |
| 98                | Al-Insan - O Homem                       | 31               | Medina      | 76                |
| 99                | Al-Talaq - O Divórcio                    | 12               | Medina      | 65                |
| 100               | Al-Bayyina - A Evidência                 | 8                | Medina      | 98                |
| 101               | Al-Hashr - O Desterro                    | 24               | Medina      | 59                |
| 102               | An-Noor - A Luz                          | 64               | Medina      | 24                |
| 103               | Al-Hajj - A Peregrinação                 | 78               | Medina      | 22                |
| 104               | Al-Munafiqoon - Os Hipócritas            | 11               | Medina      | 63                |
| 105               | Al-Mujadila - A Discussão                | 22               | Medina      | 58                |
| 106               | Al-Hujurat Os Aposentos                  | 18               | Medina      | 49                |
| 107               | Al-Tahrim - As Proibições                | 12               | Medina      | 66                |
| 108               | Al-Taghabun - As Defraudações Recíprocas | 18               | Medina      | 64                |
| 109               | As-Saff - As Fileiras                    | 14               | Medina      | 61                |
| 110               | Al-Jumua - A Sexta-Feira                 | 11               | Medina      | 62                |
| 111               | Al-Fath - O Triunfo                      | 29               | Medina      | 48                |
| 112               | Al-Ma'ida - A Mesa Servida               | 120              | Medina      | 5                 |
| 113               | At-Tawba - O Arrependimento              | 129              | Medina      | 9                 |
| 114               | An-Nasr - O Socorro                      | 3                | Medina      | 110               |

### Divisão para leitura e recitação
Tendo como objetivo a recitação o Alcorão, pode também ser dividido em partes de igual tamanho (7,30 ou 60), que tem como objectivo a leitura conforme as possibilidades de cada pessoa (leitura em 7, 30 ou 60 dias). A divisão do Alcorão em 60 dias é a mais habitual, sendo utilizada no ensino. Cada divisão em sete partes recebe o nome de Manzil e em trinta o nome de Jus. As fracções são também divididas em meios, quartos e oitavos.
| Manzil | Jus | Início | Início    | Manzil | Jus | Início | Início    |
| Manzil | Jus | Sura   | versículo | Manzil | Jus | Sura   | versículo |
| ------ | --- | ------ | --------- | ------ | --- | ------ | --------- |
| 1      | 1   | 1      | 1         | 4      | 15  | 17     | 1         |
| 1      | 2   | 2      | 142       | 4      | 16  | 18     | 75        |
| 1      | 3   | 2      | 253       | 4      | 17  | 21     | 1         |
| 1      | 4   | 3      | 92        | 4      | 18  | 23     | 1         |
| 1      | 5   | 4      | 24        | 4      | 19  | 25     | 21        |
| 1      | 6   | 4      | 148       | 5      | 19  | 27     | 26        |
| 2      | 6   | 5      | 1         | 5      | 20  | 27     | 56        |
| 2      | 7   | 5      | 82        | 5      | 21  | 29     | 45        |
| 2      | 8   | 6      | 111       | 5      | 22  | 33     | 31        |
| 2      | 9   | 7      | 88        | 6      | 22  | 35     | 1         |
| 2      | 10  | 8      | 41        | 6      | 23  | 36     | 22        |
| 2      | 11  | 9      | 93        | 6      | 24  | 39     | 32        |
| 3      | 11  | 10     | 1         | 6      | 25  | 41     | 47        |
| 3      | 12  | 11     | 6         | 6      | 26  | 46     | 1         |
| 3      | 13  | 12     | 53        | 7      | 26  | 50     | 1         |
| 3      | 14  | 15     | 1         | 7      | 27  | 51     | 31        |
|        |     |        |           | 7      | 28  | 58     | 1         |
| 29     | 67  | 1      |           | 7      |     |        |           |
| 30     | 78  | 1      |           | 7      |     |        |           |

## A compilação do Alcorão
O Alcorão não foi estruturado como um livro durante parte da vida de Maomé. À medida que o profeta recebia as revelações, ele solicitava a jovens letrados que integravam a sua comitiva que transcrevessem os textos. O chefe desta equipe de secretários, que surgiu de forma institucionalizada após a Hégira, em Meca, foi Zayd ibn Thabit.
O texto foi preservado em materiais dispersos tão variados como folhas de tamareira, pedaços de pergaminho, omoplatas de camelos, pedras e também na memória dos primeiros seguidores. Durante as noites do Ramadão, Maomé recapitulava as revelações, numa conferência onde estavam presentes os logógrafos (escritores profissionais) e os hafizes, ou seja, pessoas que conheciam passagens de memória (que escutaram nas prédicas do profeta).
Após a morte de Maomé em 632 iniciou-se o processo de recolhimento dos vários extratos. Alegadamente, uma das mais antigas cópias escritas do livro foi encontrada no Iêmen e destruída pela Arábia Saudita durante um ataque ao país em 2015.
Para alguns, o Alcorão teria sido reunido na sua forma actual sob a direcção do califa Abacar nos dois anos que se seguiram à morte de Maomé; outros defendem que foi o califa Omar o primeiro a compilar o Alcorão. Considera-se que a verdade está a meio termo: Abacar foi aconselhado por Omar a compilar um primeiro manuscrito, auxiliado na tarefa por logógrafos e por dois hafizes.
Consta que os primeiros Alcorões escritos no mundo estão em 3 diferentes museus, sendo destes um no Iraque, outro no Cairo e o último no Uzbequistão. Para os muçulmanos, isso é a maior prova de que o Alcorão nunca foi modificado em sua existência.
A primeira tradução na Europa se deu em 1143 sob os auspícios do bendito Pedro, o Venerável, feita em Toledo por um grupo liderado pelo erudito arabista e padre católico Roberto de Ketton, conhecida como Lex Mahumet pseudoprophete ("Lei do Falso Profeta Maomé").
Com um empreendimento enorme, tendo sido consumidos mais de um ano e preenchendo mais de 100 fólios (180 páginas em impressão moderna), esta tradução do Alcorão se tornou obrigatória em todas as universidades europeias, tendo o Imprimatur e Nihil Obstat da Igreja católica, na esperança de ajudar a conversão religiosa dos muçulmanos ao cristianismo. Dela ainda restam mais de 25 manuscritos existentes, vindo ocasionalmente a se tornar a tradução padrão para os europeus desde o seu lançamento até o século XVIII.
Como todas as pessoas alfabetizadas da Europa liam o latim (o requisito essencial de alfabetização era o domínio do latim, a língua franca de então), não carecia haver tradução nas línguas modernas. No entanto em 1547 um texto italiano foi publicado em Veneza traduzido por Andrea Arrivabene a partir da versão latina de Pedro, o Venerável. Em 1616 o teólogo luterano, erudito e orientalista Salomon Schweigger em Nuremberg, aproveitou-se desta versão para fazer uma tradução para o alemão.
Em 1647, foi feita uma tradução em francês, L'Alcoran de Mahomet ("O Alcorão de Maomé"), diretamente do árabe pelo orientalista Andre du Ryer, a terceira tradução em língua ocidental feita diretamente do árabe original, sendo as duas primeiras para o latim no século XII e XIII. Em 1649 Alexander Ross, capelão anglicano do rei Charles, utilizou-se desta versão francesa para traduzir ao inglês. E em 1657, o erudito Jan Hendriksz Glazemaker utilizou-se dela para traduzir ao holandês.
Em 1698 é publicada uma terceira tradução latina do árabe, extensivamente anotada, a partir de uma perspectiva cristã, precedida por uma biografia do Profeta e uma discussão das doutrinas islâmicas, pelo confessor do papa Inocêncio XI, o padre católico Louis Maracci, em Pádua.
Em língua portuguesa, a primeira tradução saiu anônima em 1882 no Rio de Janeiro.

## Conteúdo temático do Alcorão
O Alcorão descreve as origens do Universo, o Homem e as suas relações entre si e o Criador. Define leis para a sociedade, moralidade, economia e muitos outros assuntos. Foi escrito com o intuito de ser recitado e memorizado. Os muçulmanos consideram o Alcorão sagrado e inviolável.

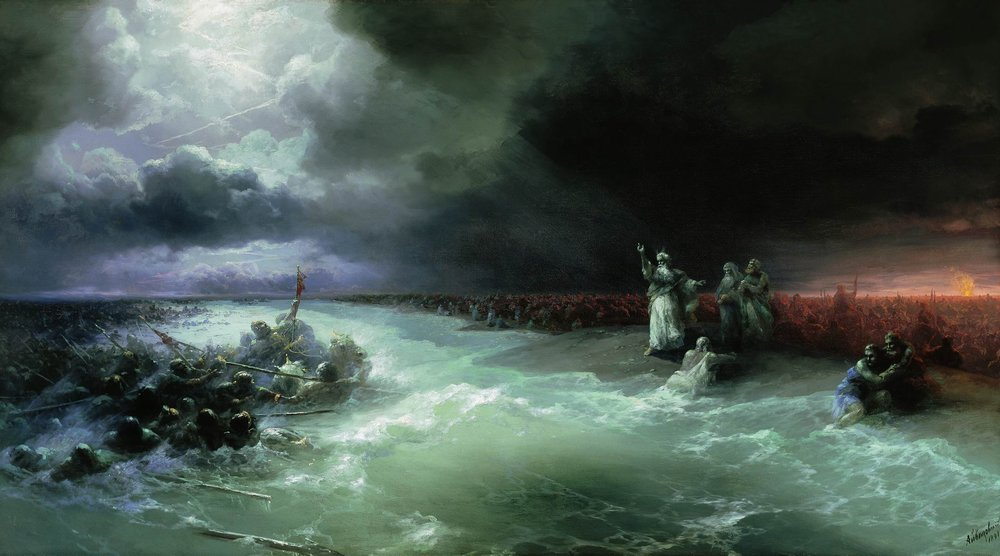
O “pântano” (descrito como um local de descanso temporário na Torá hebraica) nas histórias do Êxodo dos israelitas torna-se a travessia lendária do Mar Vermelho.(26:52-68)(Aivazovsky)

Para os muçulmanos, o Alcorão é a palavra de Deus, sagrada e imutável, que fornece as respostas acerca das necessidades humanas diárias, tanto espirituais como materiais. Ele discute Deus e os seus nomes e atributos, crentes e suas virtudes, e o destino dos não crentes (kuffar); até mesmo temas de ciência. Os muçulmanos não seguem apenas as leis do Alcorão, eles também seguem os exemplos do profeta, o que é conhecido como a Sunnah, e a interpretação do Corão contida nos ensinamentos do profeta, conhecida como hadith.
Aos muçulmanos é ensinado que Deus lhes enviou outros livros. Para além do Alcorão, os outros são o livro de Abraão (que se perdeu), a lei de Moisés (a Torá), os Salmos de David (o Zabûr) e o evangelho de Jesus (o Injil). O Alcorão descreve cristãos e Judeus como "povos do Livro" (ahl al Kitâb).
Os ensinamentos do Islão englobam muitas das mesmas personagens do judaísmo e do cristianismo. Personagens bíblicas bem conhecidas como Adão, Noé, Abraão, Moisés, Jesus, Maria (a mãe de Jesus) e João Batista são mencionados no Alcorão como profetas do Islão. No entanto, os muçulmanos frequentemente se referem a eles por nomes em língua árabe, o que pode criar a ilusão de que se trata de pessoas diferentes (exemplos: Iblis para Diabo, Ibraim para Abraão, etc.).
O estudioso iraquiano e tradutor do Alcorão N.J. Dawood interpretou a relação entre Imran e Maryam no Alcorão como uma transmissão confusa da teologia judaico-cristã (confusão de tempo e pessoas na Surah al-i Imran).
A crença no dia do julgamento (ver: escatologia) e na vida após a morte (Akhirah) também fazem parte da teologia islâmica.

## Importância do Alcorão na sociedade muçulmana

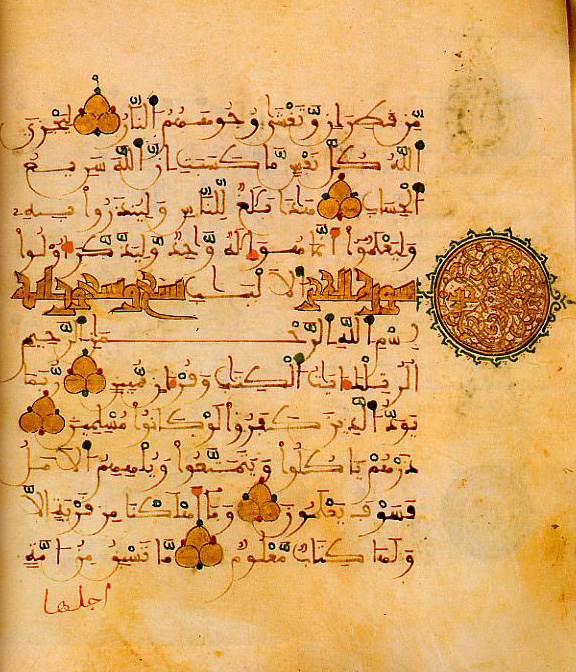
Alcorão do Alandalus (século XII)

### Sharia

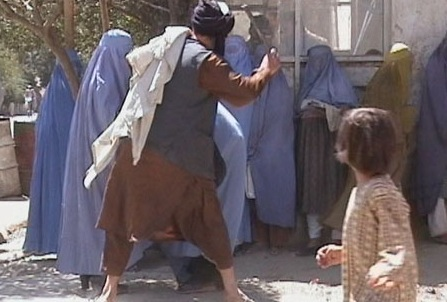
Afeganistão; Na filmagem gravada secretamente pela "União das Mulheres Revolucionárias" em 26 de agosto de 2001, uma mulher é punida em público com uma vara pela polícia religiosa por abrir sua burca (rosto)

A maior parte dos países do Oriente Médio e do Norte da África mantém um sistema dual de tribunais seculares e religiosos, no qual os tribunais religiosos regulam principalmente os casos de casamentos e heranças. A Arábia Saudita e o Irã mantêm tribunais religiosos para todos os aspectos de sua jurisprudência, e polícias religiosas para aplicá-la socialmente. Leis derivadas da xaria também são aplicadas no Afeganistão, na Líbia e no Sudão. Alguns estados do norte da Nigéria reintroduziram os tribunais da xaria.
Qisas (por crimes de homicídio e ferimento): A qisas é uma prática entendida como retaliação na “ordem social tribal” e realizada com base na “equivalência social”. Em qisas, tradicionalmente, um membro da tribo do assassino (o equivalente social da pessoa assassinada) era morto, dependendo se o falecido era (homem, mulher, escravo, livre, elite ou comum). A condição de "igualdade social" em qisas significa isso; “se uma pessoa socialmente inferior mata alguém da classe alta, qisas será aplicado”, enquanto “se alguém da classe alta matar alguém da classe baixa, não pode ser aplicado”.
Nesse caso, o pagamento de indenização (Diyya, em árabe) pode ser pago à família da pessoa assassinada.
Existem vários versículos qisas sobre esses crimes no Alcorão. Qisas é discutido no Alcorão (Al-Baqara: 178) por meio de "equivalência social"; "Ó fiéis, está-vos preceituado o talião para o homicídio: livre por livre, escravo por escravo, mulher por mulher. Mas, se o irmão do morto perdoar o assassino, devereis indenizá-lo espontânea e voluntariamente. Isso é uma mitigação e misericórdia de vosso Senhor. Mas quem vingar-se, depois disso, sofrerá um doloroso castigo."

### O Alcorão na vida dos muçulmanos
Quando uma criança nasce no seio de uma família muçulmana, os seus pais são saudados com a fórmula "Que esta criança possa estar entre os anunciadores do Alcorão".
As crianças muçulmanas aprendem desde cedo a começar determinados atos da sua vida, como as refeições, com a fórmula "Em nome de Deus" (Bismillah) e a concluí-los com a expressão "Louvado seja Deus" (Al-Hamdu Lillah). Estas frases são as mesmas que se encontram nos dois primeiros versículos da primeira sura.
Algumas partes do Alcorão são recitadas durante momentos especiais da vida como o casamento ou no leito de morte. Em muitos países muçulmanos certos aspectos da vida pública começam com a recitação de passagens deste livro considerado sagrado.
Os muçulmanos não tocam no livro sagrado senão após a ablução, conhecida como wudu.
Normalmente, os muçulmanos guardam o Alcorão numa prateleira alta do quarto, em sinal de respeito pelo Alcorão e alguns transportam pequenas versões consigo para seu conforto ou segurança. Apenas a versão original em árabe é considerada como o genuíno Alcorão; as traduções, frequentemente intituladas "tradução do sentido do Alcorão", são vistas como sombras fracas do significado original (visto que a tradução do árabe para outras línguas é muito difícil). Contudo, no mundo actual, há muçulmanos em mais de 170 países, sendo que apenas um terço sabe ler e escrever em língua árabe.
Uma vez que os muçulmanos tratam o livro com reverência, consequentemente é proibido reciclar, reimprimir ou descartar cópias velhas do Alcorão para o lixo. Como solução alternativa, os volumes do Alcorão devem ser enterrados ou queimados de uma maneira respeitosa.
É considerado um pecado gravíssimo modificar, cortar, excluir ou adicionar as palavras do Alcorão. Também é considerado ilícito vender este livro em idioma árabe.